# Burg Hohenwittlingen
Die Burg Hohenwittlingen, auch Wittlingen genannt, ist die Ruine einer Spornburg über der Erms auf einem 667 m ü. NN hohen Bergvorsprung bei dem Ortsteil Wittlingen der Stadt Bad Urach im Landkreis Reutlingen in Baden-Württemberg.

## Geschichte
Die Burg wurde von dem Ritter Burkhard von Wittlingen Anfang des 11. Jahrhunderts erbaut, und 1089/90 wird ein Burkhard de Witlingin urkundlich erwähnt. Die Besitzer waren die Grafen von Achalm-Urach, 1100 das Kloster Zwiefalten und 1251 die Grafen von Württemberg.
Noch im 16. Jahrhundert saß ein Burgvogt auf Hohenwittlingen, der gleichzeitig die Funktion eines Forstknechts innehatte. Im Jahr 1548 bot die Burg dem württembergischen Reformator Johannes Brenz Schutz. Dieser war auf der Flucht vor den Soldaten Karls V. Der Kaiser hatte damals das evangelische Hall besetzen lassen, um das von ihm erlassene Religionsgesetz durchzusetzen.
Von 1560 bis 1617 wurden Täufer – die Hutterer u. a. Paul Glock und Matthias Binder – auf Grund ihrer Glaubenseinstellung auf Hohenwittlingen gefangen gehalten.
1576 richtete ein Brand schwere Schäden an, die nur teilweise beseitigt wurden. Trotzdem erhielt die Burg gegen Ende des Dreißigjährigen Kriegs eine drei Mann zählende württembergische Garnison, um den Zugang ins Ermstal von der Albhochfläche kontrollieren zu können. Um dieselbe Zeit wurden aus den Dörfern per herzoglichem Erlass Musketiere rekrutiert, die in den Ämtern Polizeidienst verrichten mussten, um die Landbevölkerung vor Marodeuren zu schützen (siehe hierzu auch: Elenhans). Hohenwittlingen und Hohenneuffen (ab 1639 wieder württembergisch) wurden damit zum Widerpart des benachbarten Hohenurach, der durch kaiserliche Truppen gehalten und bis Kriegsende durch Erzherzogin Claudia kontrolliert wurde.
Nach dem Dreißigjährigen Krieg war die Burg Gefängnis für Wilderer und andere Bösewichte und zerfiel. Bis ins 18. Jahrhundert diente die aufgelassene Burg noch den Wittlinger Bauern als Schutz vor feindlichen Truppen. Es heißt, die Wittlinger sollen ihr Vieh so abgerichtet haben, dass sie selbst zur Burg fanden.
Von der ehemaligen Burganlage, die über eine Vorburg, eine Kernburg mit Palas, eine Schildmauer, einen Zwinger und einen Halsgraben verfügte, sind noch die Umfassungsmauern erhalten.
Unweit der Burg – auf dem Acker, die Langwiese genannt – wurde 1705 ein Forsthaus (heutiges Hofgut Wittlingen) erbaut. Damit wurde Hohenwittlingen auch als Forstsitz aufgegeben. Im Zuge der Reformen König Wilhelms kaufte im Jahr 1828 der Bauer Johann Brändle aus Würtingen für 2210 Gulden die damals staatliche Domäne. Von ihm erwarb schließlich der Pfarrer August Weinland zu Beginn seines Ruhestandes das Hofgut. 1857 ging der Besitz an dessen Sohn David Friedrich Weinland, der im Jahr 1864 das "Herrenhaus" erbaute, über. Um 1877 schrieb dieser für seine Söhne das Jugendbuch Rulaman. Das Hofgut Wittlingen befindet sich auch heute noch im Besitz der Familie Weinland.

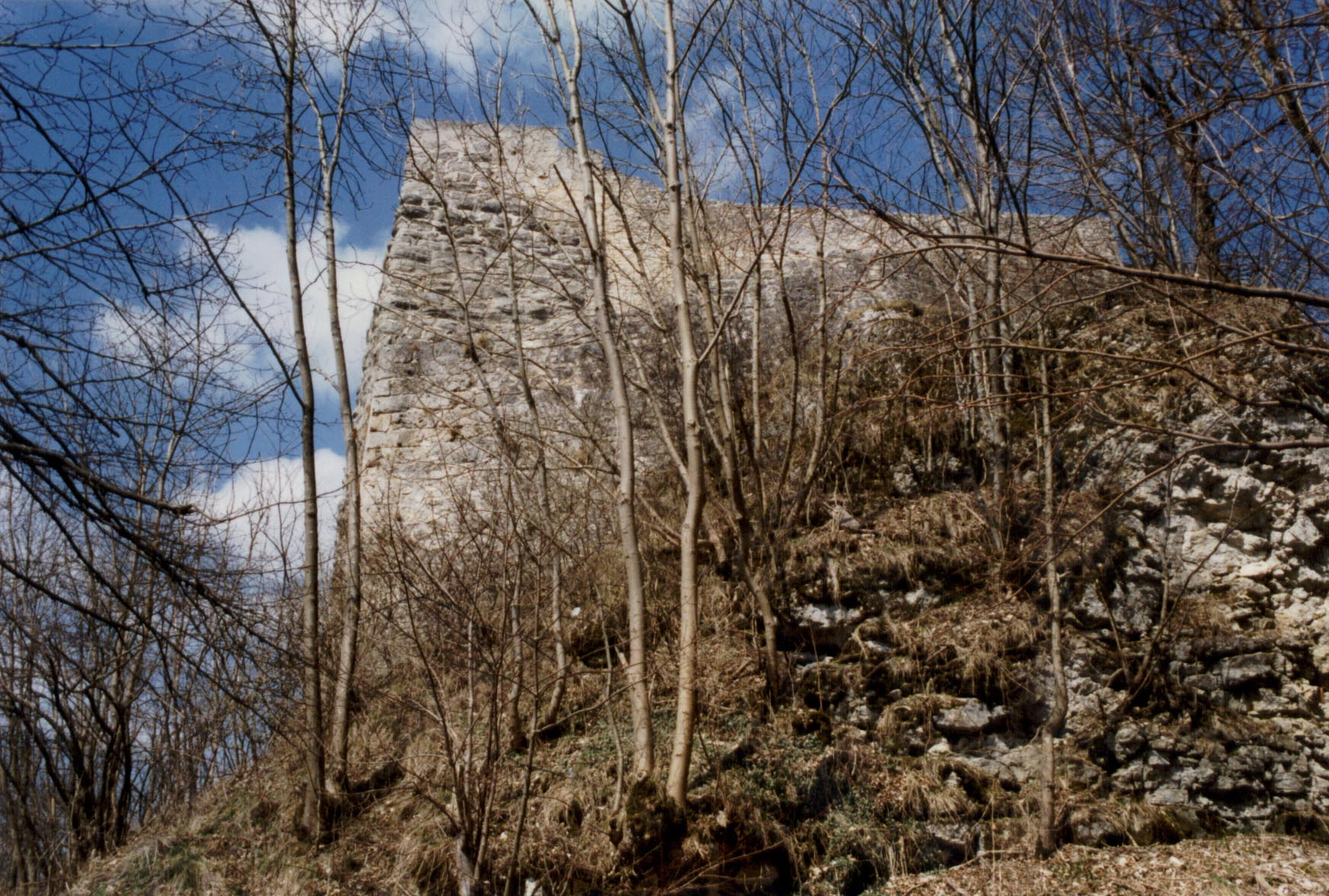
Südecke der Schildmauer (1996)
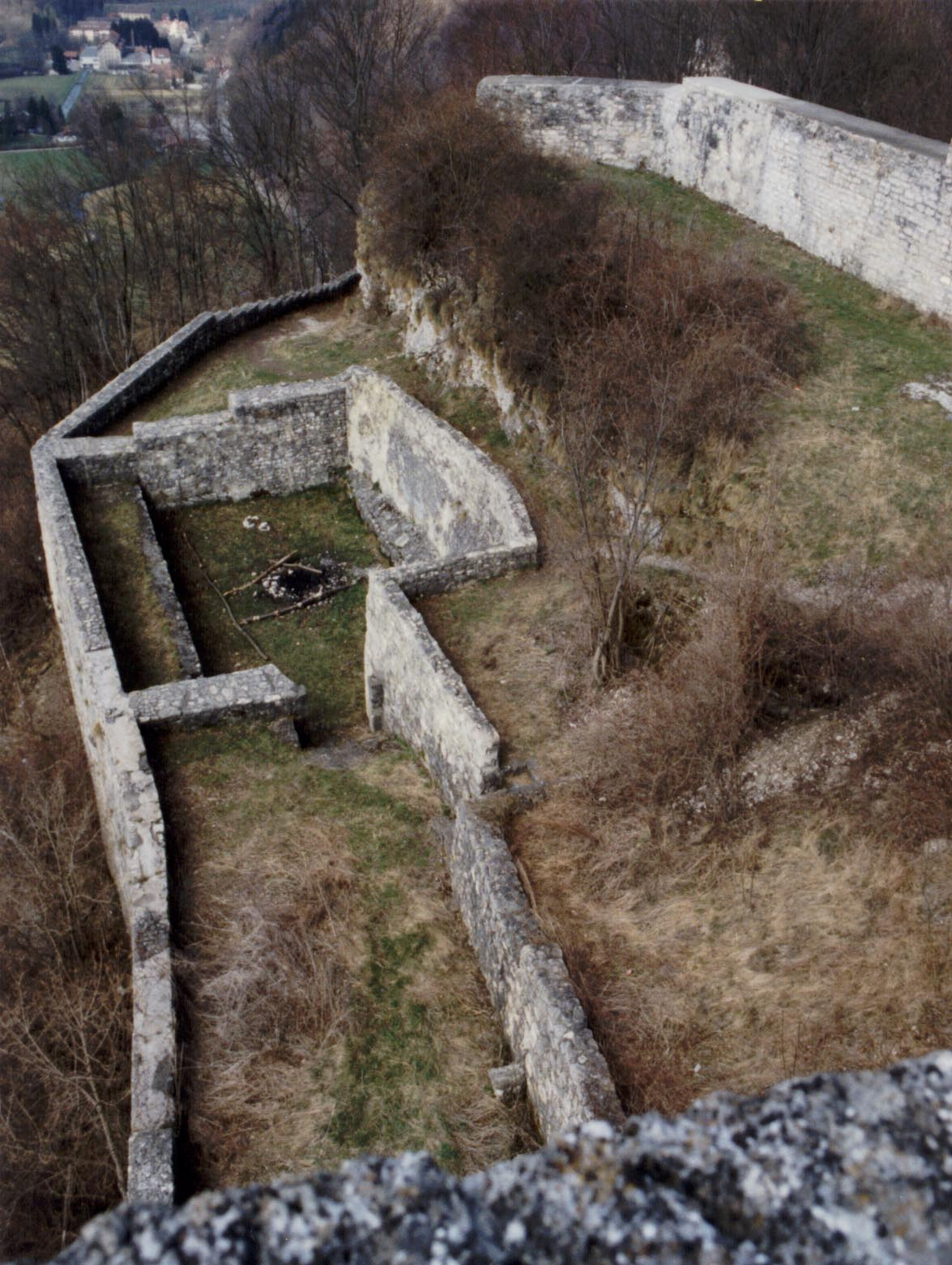
Grundmauern des Palas (1996)
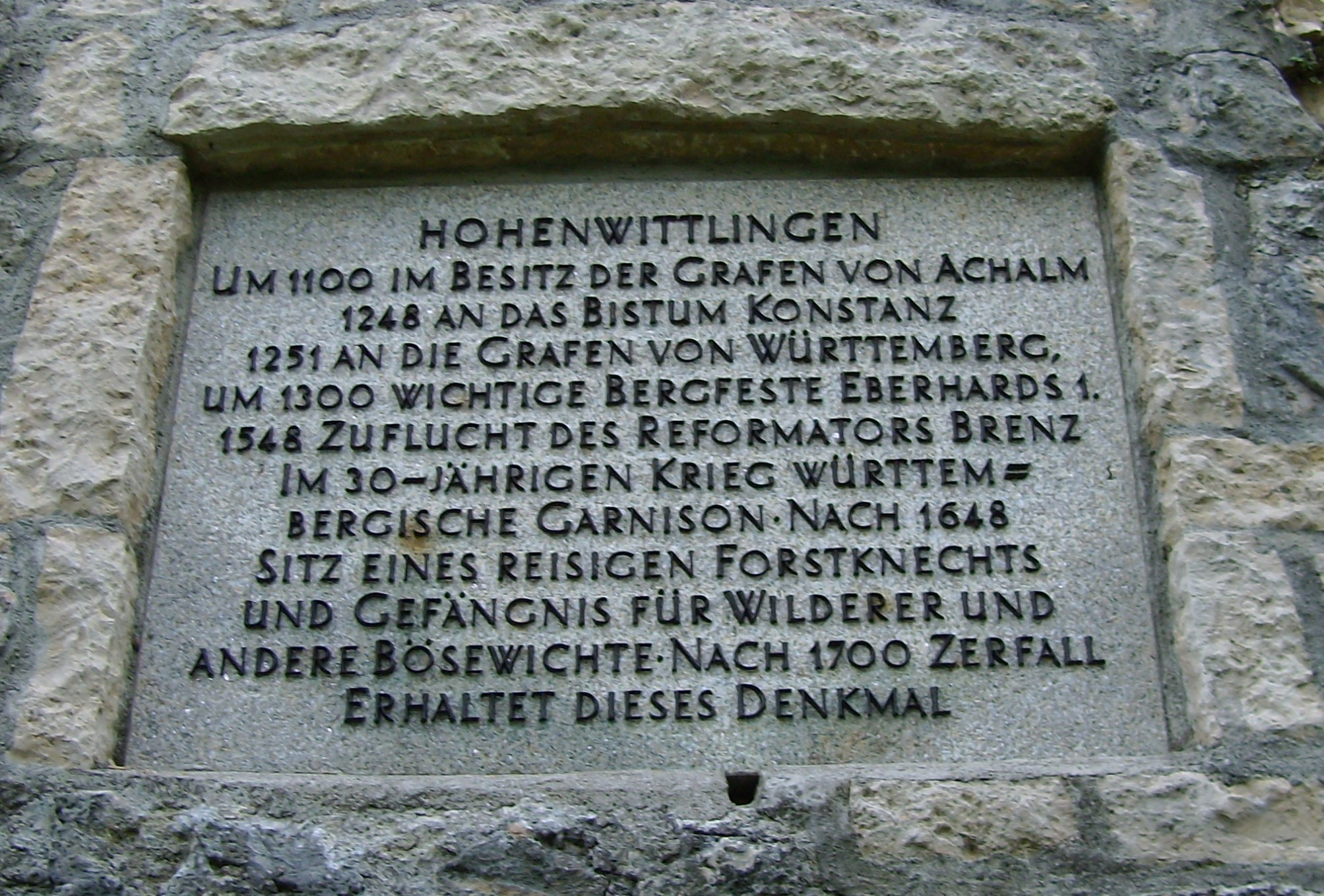
Informationstafel zur Geschichte
Panoramablick von der Ruine ins Tal

## Anlage
Die Burg Hohenwittlingen wurde nach dem Idealtypus einer Schildmaueranlage in Spornlage erbaut. Es sind drei Bauphasen ablesbar: Kleinquadermauerwerk aus der Gründerzeit, Buckelquader um 1200 sowie verputztes Bruchsteinmauerwerk nach 1250.
Die Burganlage hat eine Größe von etwa 100 × 24 m und wird von zwei Gräben geschützt. Hierbei handelt es sich um einen Vorgraben sowie einen 9 m breiten und 14 m tiefen Halsgraben. Das Burggelände gliedert sich in Haupt- und Vorburg. Der Burgweg führt an der östlichen Bergflanke zunächst eben und dann rampenartig zwischen Haupt- und Vorderburg hindurch um die Nord- zur Westseite. Am Aufgang findet sich neben dem Rest eines runden Turmes das Burgtor.
Auf der unteren Ebene der Burg liegt die Ruine des Palas. Erhalten sind hier Reste der Umfassungsmauer, auf der Südseite außerdem sechs Stufen und die Unterhälfte eines Portals. Über in den Fels gehauene Stufen ist der obere Burghof erreichbar.
Zur Ostseite hin befindet sich die 180 cm dicke Umfassungsmauer. Teile dieser Mauer gehören zur ursprünglichen Burganlage. Der südliche Abschluss der Burg ist die zu großen Teilen erhaltene Schildmauer, welche das wichtigste verteidigungstechnische Bauwerk bildet. Der Schildmauer ist ein Zwinger mit einem kleineren Gebäude vorgelagert, von dem nur noch Reste erhalten sind. Im Zwingerbereich beträgt die Mauerstärke beachtliche 5,3 m. Die Mauer verjüngt sich nach oben und bildet zur Westseite einen ausgeprägten abgestuften Sockel.